# Lola Glaudini

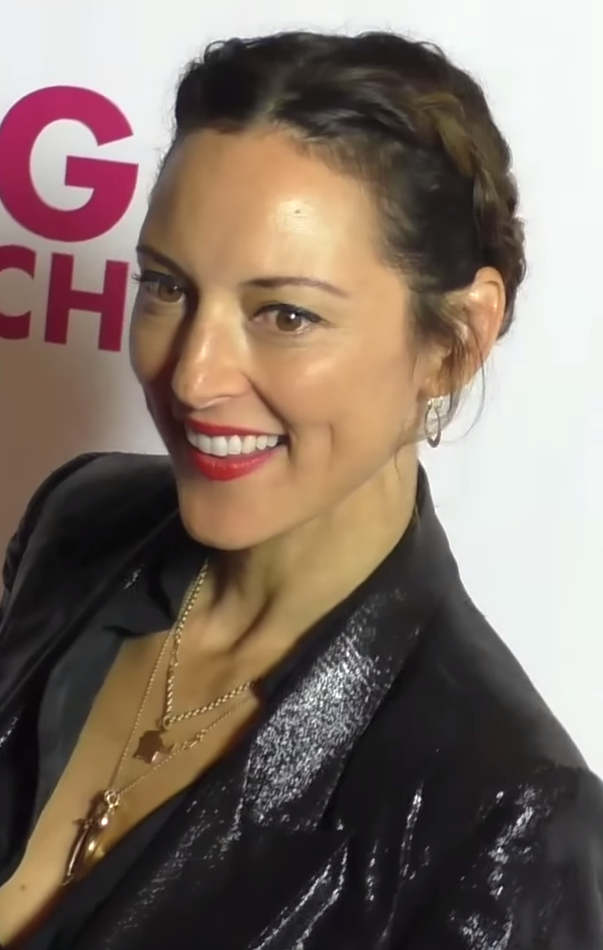
Lola Glaudini, 2016

Lola Glaudini (* 24. November 1971 in New York City) ist eine US-amerikanische Schauspielerin.

## Leben
Lola Glaudini wuchs als Tochter des Drehbuchautors Robert Glaudini in New York City auf. Sie besuchte das Bard College in Annandale-on-Hudson und graduierte 1993.
Lola Glaudini spielt in mehreren Fernsehserien mit. Bevor sie in Criminal Minds die Rolle der Special Agent Elle Greenaway übernahm, war sie schon bei den Sopranos als Agent Deborah Ciccerone-Waldrup und bei New York Cops – NYPD Blue als Dolores Mayo zu sehen. Sie hatte auch Gastrollen in mehreren anderen bekannten Fernsehserien.
Für ihren Auftritt in dem Bühnenstück Demonology von Kelly Stuart am Mark Taper Forum bekam sie 1997 den Drama-Logue Award als beste Schauspielerin.

## Filmografie (Auswahl)
- 1996–1999: New York Cops – NYPD Blue (NYPD Blue, Fernsehserie, 22 Episoden)
- 2000: Groove – 130 bpm (Groove)
- 2001: Blow
- 2001: Special Unit 2 – Die Monsterjäger (Special Unit 2, Fernsehserie, Episode 3x03)
- 2001–2004: Die Sopranos (The Sopranos, Fernsehserie, 7 Episoden)
- 2002: King of Queens (The King of Queens, Fernsehserie, Episode 5x07)
- 2003: 7 Songs
- 2003: Monk (Fernsehserie, Episode 2x04)
- 2004: Las Vegas (Fernsehserie, Episode 1x16)
- 2005: Medical Investigation (Fernsehserie, Episode 1x16)
- 2005: Crossing Jordan – Pathologin mit Profil (Crossing Jordan, Fernsehserie, Episode 4x10)
- 2005: Emergency Room – Die Notaufnahme (ER, Fernsehserie, Episode 11x16)
- 2006: Unbesiegbar – Der Traum seines Lebens (Invincible)
- 2005–2006: Criminal Minds (Fernsehserie, 28 Episoden)
- 2007: Criminal Intent (Fernsehserie, Episode 7x04)
- 2007: Drive Thru – Fast Food Kills
- 2010: Jack Goes Boating
- 2011: Blue Bloods (Fernsehserie, Episode 1x12)
- 2011: John Sandford's Certain Prey
- 2012, 2022: Law & Order: Special Victims Unit (Fernsehserie, 2 Episoden)
- 2012: White Collar (Fernsehserie, Episode 3×13)
- 2012: Person of Interest (Fernsehserie, Episode 1x19)
- 2013: Killer Reality (Fernsehfilm)
- 2013: Golden Boy (Fernsehserie, Episode 1x12)
- 2014: Für immer Single? (That Awkward Moment)
- 2014: Castle (Fernsehserie, Episode 6x13)
- 2014: Weihnachtszauber – Ein Kuss kommt selten allein (A Christmas Kiss II)
- 2014: Unforgettable (Fernsehserie, Episode 3x11)
- 2014–2015: Revenge (Fernsehserie, 2 Episoden)
- 2015–2016: The Expanse (Fernsehserie, 5 Episoden)
- 2015: Franklin & Bash (Fernsehserie, Episode 4x09)
- 2016–2018: Agents of S.H.I.E.L.D. (Fernsehserie, 7 Episoden)
- 2017: A Happening of Monumental Proportions
- 2018: The Brave (Fernsehserie, Episode 1x10)
- 2018–2020: Ray Donovan (Fernsehserie, 10 Episoden)
- 2019: Lethal Weapon (Fernsehserie, Episode 3x15)
- 2019: She’s in Portland
- 2022: The Offer (Fernsehserie, Episode 1x01)
- 2022: Law & Order: Special Victims Unit (Fernsehserie, 1 Episode)